# Stylodipus sungorus
Stylodipus sungorusorus (ємуранчик джунгарський, трипалий тушканчик монгольський) (Sokolov and Shenbrot, 1987) — один з трьох видів, що представляють рід Кандибка (Stylodipus).

## Систематика
Вперше вид був описаний Володимиром Соколовим та Георгієм Шенбротом в 1987 році на нагір'ї Тахін-Шара-Нуру, що в Алтайській Гобі, за 15 км на схід від Царгіна на південному заході Монголії.

## Поширення
Поширений у південно-західній Монголії та, можливо, у Китаї (Сінцзян (Sokolov and Shenbrot, 1987).